# Riksdagen 1840–1841
Riksdagen 1840–1841 ägde rum i Stockholm.
Ständerna sammanträdde till lagtima riksdag i Stockholm den 14 januari 1840.  Lantmarskalk var Otto Palmstierna. Prästeståndets talman var ärkebiskop Carl Fredrik af Wingård. Borgarståndets talman var Lars Gustaf Holm och bondestådets talman Anders Ericsson.
På 1840–41 års riksdag samlade oppositionen all sin kraft till strid mot "allenastyrandet" och "Braheväldet". Vissa ville tvinga kung Karl XIV Johan att abdikera. Man skulle överhopa den gamle kungen med så mycket obehag att han skulle tröttna och i desperation nedlägga kronan samt överlämna regeringen åt kronprins Oskar, som ansågs vara frisinnad.
I själva verket var det dock endast en mindre del av oppositionsmännen som ville driva saken så långt. Det stora flertalet samlade sig kring programmet "Till kamp mot ministären!" Häftigast riktade oppositionen sina angrepp mot justitiestatsminister Mathias Rosenblad.
Rosenblad tvingades avgå från sitt statsrådsämbete, och hans exempel följdes efter hand av hela raden reaktionära män inom ministären. Till deras efterträdare tvingades Karl Johan att utse mer frisinnade män. Dock lyckades han undslippa att ta in någon av de egentliga oppositionsmännen i statsrådet.
På denna riksdag fick "Braheväldet" också en knäck i och med att Magnus Brahe tvingades avgå från sitt generaladjutantskap för armén. Nödd och tvungen gav Karl Johan även sitt samtycke till en del reformer i samhället.
Riksdagen avslutades den 16 juni 1841.

## Riksdagsmän
- Prästeståndets ledamöter vid riksdagen 1840–1841